# Râul Păltiniș, Cibin
Râul Păltiniș este un curs de apă, afluent al Râului Mare. 